# فرقه‌ها در میان ما
فرقه‌ها در میان ما: تهدید پنهان در زندگی روزمره (به انگلیسی:  Cults in Our Midst: The Hidden Menace in Our Everyday Lives) کتابی است نوشته روانشناس و استاد مهمان کرسی روانشناسی‌ بالینی دانشگاه برکلی، مارگارت تالر سینگر با همکاری جانجا لالیچ جامعه شناس آمریکایی و با پیشگفتاری از رابرت جی لیفتون روانپزشک آمریکایی که نظریه اصلاح فکر یا شستشوی مغزی وی مشهور است. 

## ساختار و درون‌مایه کتاب
این کتاب یک مجموعه تحقیقی آکادمیک است. حوزه تخصصی سینگر در ابتدا محدود به تحلیل روندِ مغز‌شویی، باز‌سازی فکر و کنترل رفتار در سربازان و اسرای جنگ کُره بود. او سپس در اواخر دهه ۱۹۶۰ م. مطالعات خود را در زمینهٔ فرقه ها گسترش داد، به بررسی عوامل ظهور و گسترش اینگونه از جنبش‌های نو‌پدیدِ دینی (یا «عرفان‌های نوظهور»، واژه ای که در برخی رسانه‌های داخل ایران مورد استفاده قرار می‌گیرد) از منظر روانشناسی در دنیای معاصر پرداخت و تعدادی مقاله در مورد کنترل ذهن (مجاب سازی تحمیلی) و زمینه های مشابه منتشر کرد. مارگارت تالر سینگر تحقیقاتِ خود را عمدتاً بر روی فرقه‌های آمریکایی متمرکز نمود و توانست در طی‌ یک دهه با چندین هزار نفر از جداشدگان و عضو‌های سابق فرقه‌ها (در میان آنها چارلز منسون، تبهکار و رهبر فرقه‌ای به همین نام)  از بینِ بیش از هزار فرقه و مسلک (معنوی، روحی‌، دینی، رواندرمانی و از این قبیل) مصاحبه کند و نتایج و تجربیات آنها را در این کتاب گرد آورد.
بخش‌ها و فصل‌های کتاب
فرقه‌ها در میان ما در سه بخش و دوازده فصل نگاشته شده است:
- بخش اول: «فرقه چیست؟» شامل چهار فصل: تعریف فرقه، تاریخ مختصر فرقه ها، روند مغز‌شویی و تحمیل روانی و باز‌سازی فکری، فرقه‌ها چه عیبی دارند؟
- بخش دوم: «فرقه‌ها چگونه عمل میکنند؟» شامل پنج فصل: جذب اعضای جدید، روش‌های مجاب کردن فیزیولوژیک، روش‌های مجاب کردن روانی، مداخله در محل کار، خطر ارعاب
- بخش سوم: «چگونه میتوانیم به نجات‌یافتگان برای فرار و بهبودی کمک کنیم؟» شامل سه فصل: نجات کودکان، جدا شدن از فرقه، بیرون آمدن از شخصیت مجازی

## وضعیت انتشار
این کتاب تا کنون به سه زبان آلمانی‌، اسپانیایی و فارسی ترجمه شده است. این کتاب با نام فرقه‌ها در میان ما و با ترجمهٔ ابراهیم خدابنده توسط انتشاراتِ دانشگاه اصفهان منتشر شد و چاپ جدید این کتاب در سال ۱۳۹۹ به همتِ نشر ماهریس صورت گرفته است. در سال ۲۰۰۳ نسخه اصلاح شده ای از کتاب با عنوان فرقه ها در میان ما: مبارزه مداوم علیه تهدید پنهان آنها و بدون ذکرِ همکاری جانجا لالیچ توسط انتشاراتِ جان وایلی و پسران منتشر شد.